# Queer, cinq experts dans le vent
Pour les articles homonymes, voir Queer (homonymie).
Queer, cinq experts dans le vent est une émission de télé réalité de huit épisodes, diffusée en France sur TF1 en 2004 et inspirée de l'émission américaine Queer Eye for the Straight Guy. Elle met en avant cinq « experts » homosexuels débarquant chez un homme hétérosexuel présenté comme manquant cruellement de style et de goût, avec pour mission de faire de lui un « homme neuf » en 12 heures.

## Les «experts»
- Benjamin Bove : expert mode
- Gilles Tessier : expert coaching
- Junior : expert décoration
- Xavier : expert gastronomie
- Romain : expert beauté

## Épisodes
1. Eric, 33 ans, pompier (25 septembre 2004)
2. Sébastien, 27 ans, chanteur (2 octobre 2004)
3. Marco, 35 ans, gérant textile (9 octobre 2004)
4. Joël, 36 ans, policier (16 octobre 2004)
5. Stéphane, 31 ans, commercial (23 octobre 2004)
6. Brice, 24 ans (30 octobre 2004)
7. Jean-François, 31 ans, aide-soignant (6 novembre 2004)
8. Alain, 40 ans (13 novembre 2004)

## Analyses
Selon le journal Télérama, "L'émission fait partie des programmes qui prétendent donner de la visibilité aux personnes LGBT, mais jouent principalement sur les clichés".